# Cirolana fernandezmilerai
Cirolana fernandezmilerai is een pissebed uit de familie Cirolanidae. De wetenschappelijke naam van de soort is voor het eerst geldig gepubliceerd in 2007 door Ortiz, Lalana &Varela.